# 134 Puppis
134 Puppis (k² Puppis) é uma estrela na direção da Puppis. Possui uma ascensão reta de 07h 38m 49.80s e uma declinação de −26° 48′ 13.0″. Sua magnitude aparente é igual a 4.62. Considerando sua distância de 462 anos-luz em relação à Terra, sua magnitude absoluta é igual a -1.81. Pertence à classe espectral B5IV.